# Viktor Buchuiev
Viktor Georgievitch Buchuiev (em russo:  Виктор Георгиевич Бушуев; 18 de maio de 1933, em Balakhna, oblast de Níjni Novgorod – 25 de abril de 2003, em Níjni Novgorod), foi um halterofilista da União Soviética.
Viktor Buchuiev competiu na categoria de peso até 67,5 kg e permaneceu invicto por quatro anos seguidos nas competições internacionais mais importantes — foi campeão mundial de 1957 a 1959 e olímpico em 1960. Durante esse período ele pode definir três recordes mundiais no total combinado (desenvolvimento [disciplina abolida em 1973] +arranque+arremesso). E ainda conquistou uma medalha de bronze na Spartakiada de 1959 e na seguinte, de 1963, uma prata.
Quadro de resultados
| Ano  | Posição | Competição                                 | Classe de peso | Marca                    |
| 1957 | 1.      | Campeonato mundial em Teerã                | –67,5 kg       | 380 kg (120+117,5+142,5) |
| 1958 | 1.      | Campeonato mundial e europeu em Estocolmo* | –67,5 kg       | 390 kg (125+117,5+147,5) |
| 1959 | 1.      | Campeonato mundial e europeu em Varsóvia*  | –67,5 kg       | 385 kg (125+117,5+142,5) |
| 1959 | 3.      | Spartakiada em Moscou                      | –67,5 kg       | 380 kg (122,5+115+142,5) |
| 1960 | 1.      | Jogos Olímpicos em Roma                    | –67,5 kg       | 397,5 kg (125+122,5+150) |
| 1963 | 2.      | Spartakiada em Moscou                      | –67,5 kg       | 400 kg (130+120+150)     |

* Os campeonatos europeu e mundial de 1958 e 1959 foram organizados como um único evento.